# Global Arena
La Global Arena è un impianto sportivo situato nella città di Munakata (prefettura di Fukuoka, nell'isola Kyūshū), in Giappone.
Essa è stata istituita dal Presidente della società Sanix Mr. Munemasa e include vari campi sportivi di rugby, calcio e tennis.
Inoltre ci sono varie strutture per sporta al coperto come il kendō, judo e tennis.
Il Global Stadium viene utilizzato principalmente per il rugby, esso ha una capacità di 10.000 spettatori ed è il terreno di gioco della squadra di rugby dei Fukuoka Blues Sanix. (La Global Arena è ora una società separata da Sanix, anche se strettamente correlati).

## Sanix World Rugby Youth Tournament

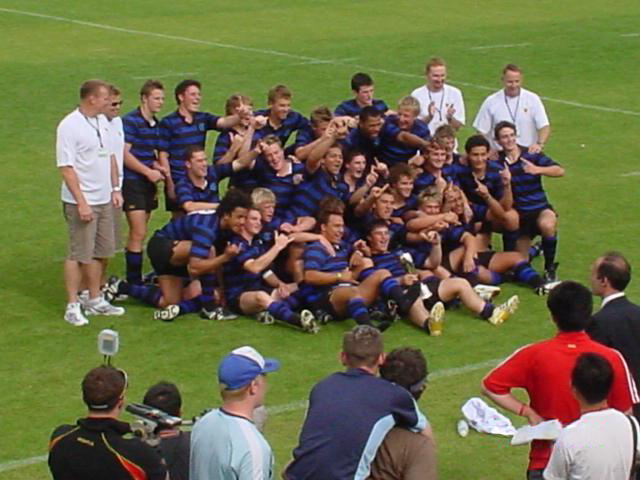
Il team vincitore nel 2006 del Torneo Giovanile Sanix di Rugby contro l'AC Sanix e contro la Boizu Christchurch High School

La Global Arena è la sede per l'annuale torneo internazionale di scuole superiori in Golden Week, tra i top team giapponesi e stranieri provenienti da paesi diversi. Il primo torneo si è svolto nel 2000.

## Sanix World Soccer Youth Tournament
Dal 2003, oltre al rugby, la Global Arena organizza anche la Sanix World Soccer Youth Tournament, un torneo di calcio per le Giovanili U-17, con la partecipazione della nazione di calcio Giapponese U-17 più altre 15 squadre ad invito.

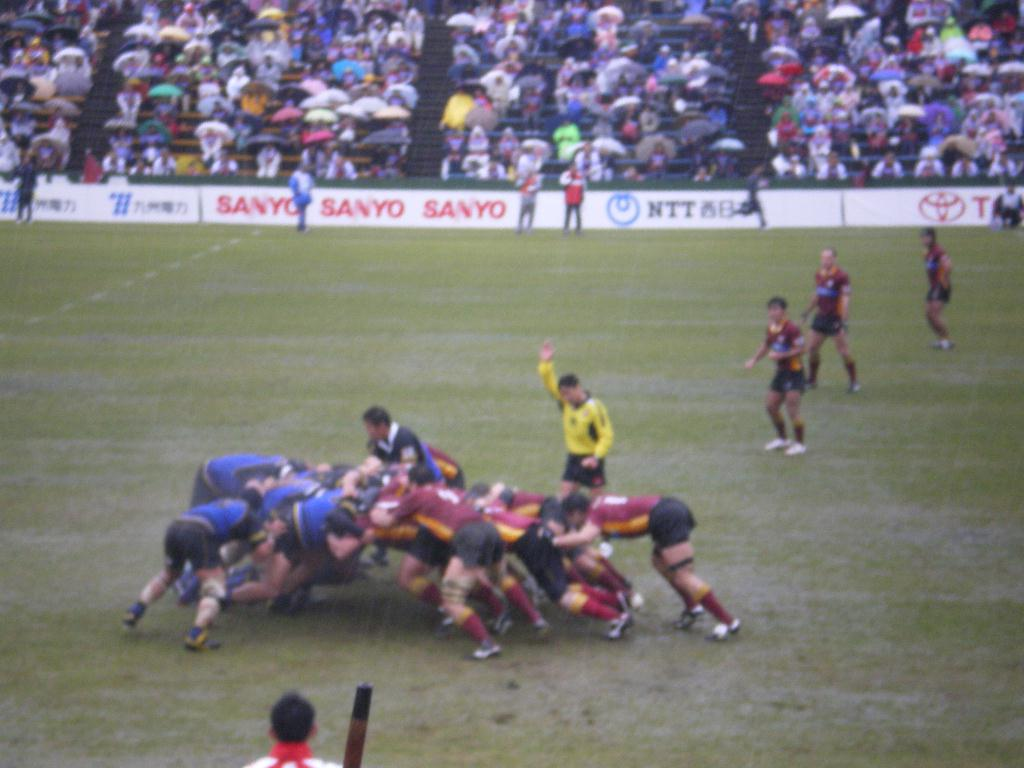
Fukuoka Sanix Blues vs Kyuden Voltex, durante una partita della Top League, nella Global Arena, 20 gennaio 2008

## Accesso
La stazione più vicina in cui si fermano i treni espressi è la stazione di Akama, sulla Kagoshima Main Line.